# Векша (денежная единица)
Ве́кша (бе́лка, ве́верица) — самая мелкая денежная единица Древней Руси IX—XIII веков. Впервые упоминается в «Повести временных лет», встречается упоминание и в Русской правде. Равнялась 1/6 куны. Серебряная векша весила около 1/3 грамма.
В реальном денежном обращении 2 векши равнялись западноевропейскому денарию. Древнерусские переводчики произведений византийских авторов отождествляли векшу с византийской медной монетой «нуммием». Сторонники так называемой меховой теории денежного обращения в Древнерусском государстве считают векшу выделанной шкуркой белки, которая использовалась одновременно с её монетным аналогом (частью серебряного арабского дирхема).